# Halmstads centralstation
Halmstads centralstation är en järnvägsstation i  Östra förstaden i Halmstad. Stationen har fem spår, varav fyra vid plattform.
Stationen öppnades den 1 september 1877, då Halmstad–Nässjö Järnväg invigdes. Den 21 augusti 1885 öppnades Skåne–Hallands Järnväg söderut och den 19 september 1886 öppnades Mellersta Hallands Järnväg norrut.
Tågen som stannar vid stationen tillhör Krösatågen (Jönköping/Nässjö–Vaggeryd–Värnamo–Halmstad), Pågatågen (Halmstad–Ängelholm–Helsingborg), SJ (Göteborg–Halmstad–Helsingborg–Malmö) och Öresundståg (Göteborg–Helsingborg–Malmö–Köpenhamn–Köpenhamn Österport).